# Ordensburg Hasenpoth
Burg Hasenpoth (lettisch Aizputes ordeņa pils, lateinisch castrum Asenputten) ist die Ruine einer Ordensburg des Livländischen Ordens in der lettischen Stadt Aizpute (deutschbaltisch Hasenpoth) im historischen Kurland. Sie liegt auf einem Hügel am linken Ufer der Tebber (lettisch Tebre). Auf der rechten Uferseite befand sich als Gegenstück des Bistums Kurland die Bischofsburg Hasenpoth, an deren Stelle heute die St.-Johannis-Kirche steht. Seit 1998 ist die Burgruine ein lettisches historisches Denkmal.

## Geschichte

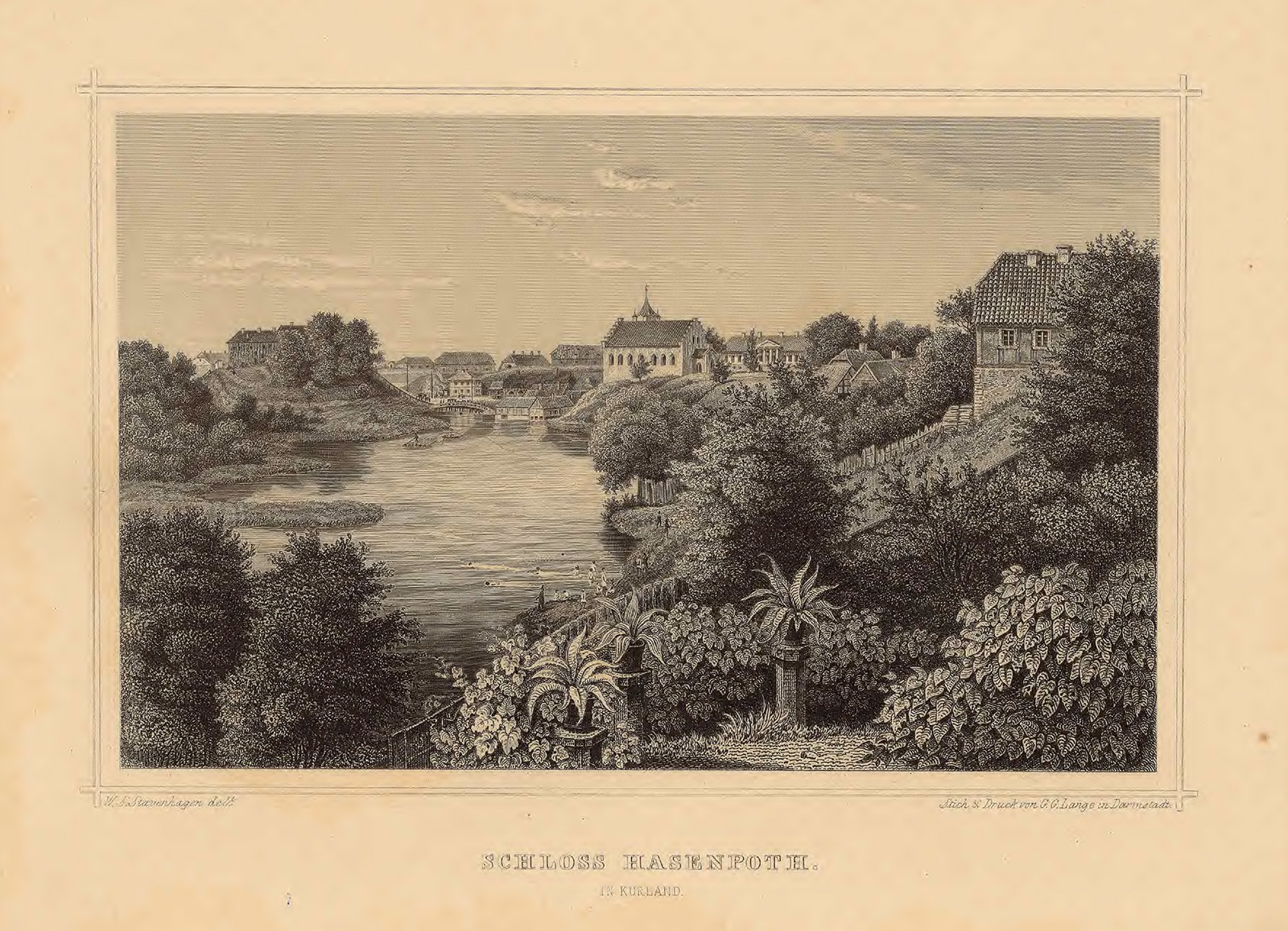
Blick auf die Burg (links im Bild) und die Kirche St. Johannis (rechts) vom neuen Herrenhaus aus (um 1860).

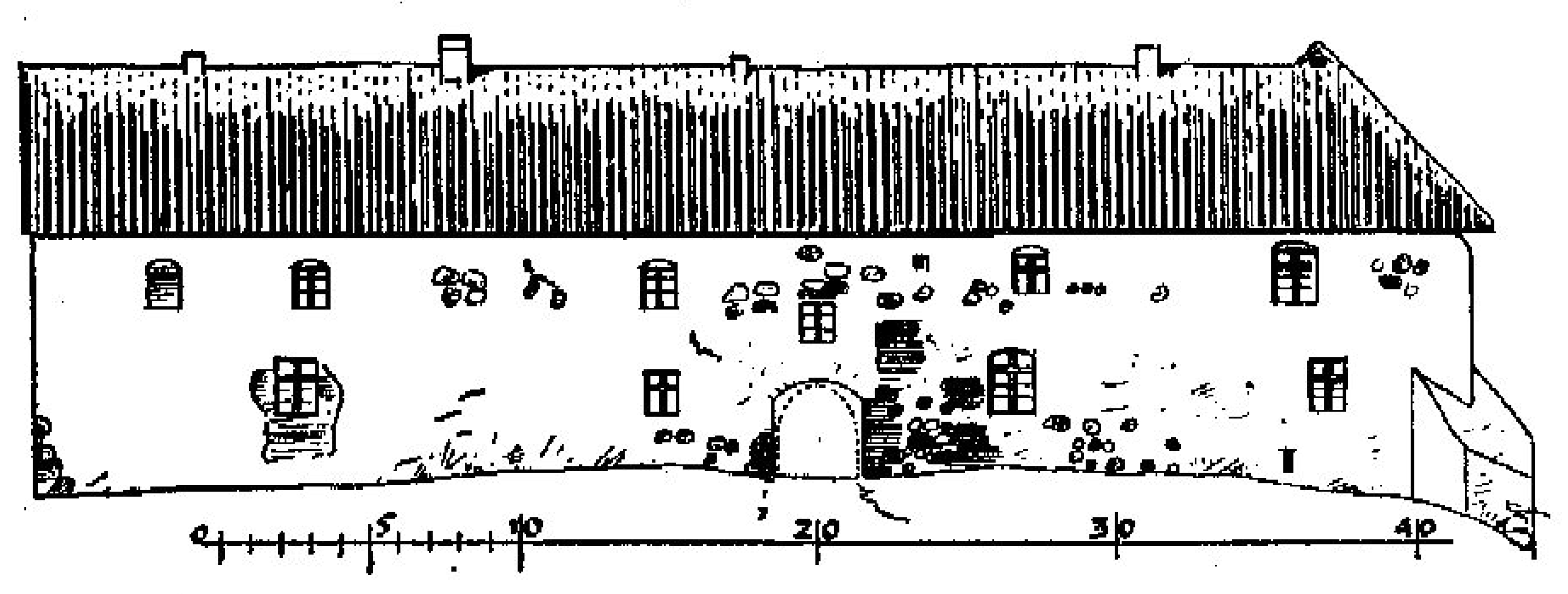
Südseite der Burg um 1921

Das Gebiet um Hasenpoth war schon seit frühester Zeit besiedelt. Vor dem Eintreffen der deutschen Kreuzfahrer war Hasenpoth das Zentrum des kurischen Landes Bandava und wurde „Beida“ genannt. Diese Siedlung befand sich zusammen mit einer Holzfestung auf dem heutigen Kirchberg.
Der Ort wurde als Asenputten im Vertrag zur Teilung Kurlands am 4. April 1253 erstmals erwähnt und war damals vermutlich Standort einer kurischen Wallburg am rechten Ufer des Flusses. Als Folge des Vertrags zwischen Bischof Heinrich und dem stellvertretenden livländischen Landmeister Eberhard von Sayn wurde der Fluss Tebber als Grenzlinie gezogen; linksseitige Gebiete erhielt der Livländische Orden, das Gebiet rechts des Flusses das Bistum Kurland.
Der Bau der Ordensburg soll bereits zwischen 1247 und 1249 unter dem livländischen Ordensmeister Dietrich von Grüningen begonnen worden sein, was aber als ungesichert gilt. Wahrscheinlicher ist die von mehreren Quellen genannte und gegen Ende des 13. Jahrhunderts begonnene Errichtung der Burg mit Konrad von Hattstein bzw. dessen Nachfolger Balthasar Holte als Bauherren.
Die Burg diente hauptsächlich der Sicherung der Handelsroute zwischen Livland und Preußen, aber auch der des südlichen Teils der Heerstraße von Riga nach Goldingen. Für 1341 wird Hasenpoth als zur Komturei Goldingen gehörend genannt und wird 1397 und 1430 ausdrücklich als Burg des Ordens bezeichnet. Burg Hasenpoth gewann als Grenzburg zwischen Ordens- und dem Bischofsgebiet zunehmend an Bedeutung. Der Bischof unterhielt hier eine eigene Burg, so dass diese Burgen zur Unterscheidung als Bischofs-Hasenpoth und Ordens-Hasenpoth bezeichnet wurden.
Während der Zeit des Herzogtums Kurland wurde die Burg restauriert. In den Polnisch-Schwedischen Kriegen wurde sie zusammen mit der Stadt mehrmals zerstört. Während des Zweiten Nordischen Krieges besetzten 1659 schwedische Truppen die Burg und beschädigten sie dabei. Herzog Jakob Kettler stellte sie 1665 wieder her.
Nach seinem Tod im Jahre 1682 ging die Burg in den Besitz von Michael Friedrich Nolde über. Das Schloss verlor den Charakter eines befestigten Gebäudes, wurde zum Herrenhaus umgebaut und im Süden um einen Flügel erweitert.
In der zweiten Hälfte des 18. Jahrhunderts wurde mit dem Bau eines neuen Herrenhauses am Mühlenteich nordöstlich der Ordensburg begonnen, außerdem wurden eine Mühle, eine Brennerei und ein Nebengebäude errichtet. Nach dem Umzug der Gutsherren in das neue Schloss wurden zu Beginn des 19. Jahrhunderts die Bediensteten in der alten Burg untergebracht, andere Teile der Burg wurden als Lagerhaus genutzt.
Während des Ersten Weltkriegs richtete 1915 die Deutsche Armee kurzfristig ein Kriegsgefangenenlager ein.
Von 1863 bis zur Agrarreform von 1920 war Burg Hasenpoth im Besitz der Familie Grotthuß. Danach verfiel die Burg zusehends. So stürzte 1977 ein Teil der Mauer des Südgebäudes ein, ehe die Burg bei einem Feuer im Jahre 1983 vollständig ausbrannte.
1990 begannen erste Restaurierungsarbeiten an der Burgruine, wobei dann zwischen 1997 und 1999 die noch stehenden Wände gesichert und auf einem kleinen Teil sogar wieder ein Dach errichtet wurde.
2020 wurden zur weiteren Sicherung der Burgwände die Fensteröffnungen und Fundamente im Keller provisorisch mit Porenbetonsteinen ausgemauert bzw. verstärkt. Diese lassen sich nicht nur leicht verarbeiten, sondern auch für die spätere Sanierung der Fenster sehr leicht wieder entfernen, sodass das Mauerwerk nicht weiter beschädigt wird. Außerdem werden weitere Stahlträger zur Verstärkung der Wände eingesetzt. Diese Arbeiten sollen 70.000 € kosten und nur ein erster Schritt zur Wiederherstellung der Mauern sein.

## Beschreibung

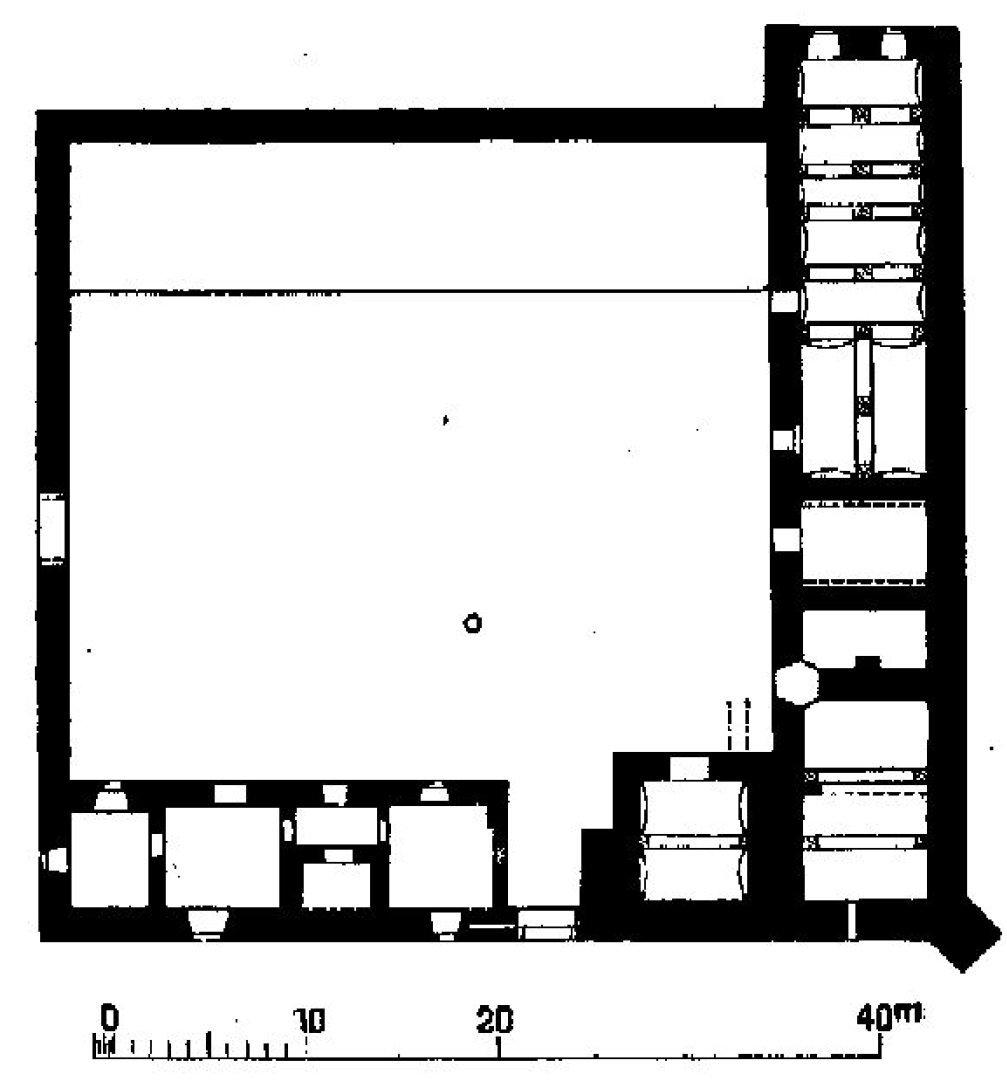
Erdgeschoss-Grundriss der Ordensburg Hasenpoth von 1921.

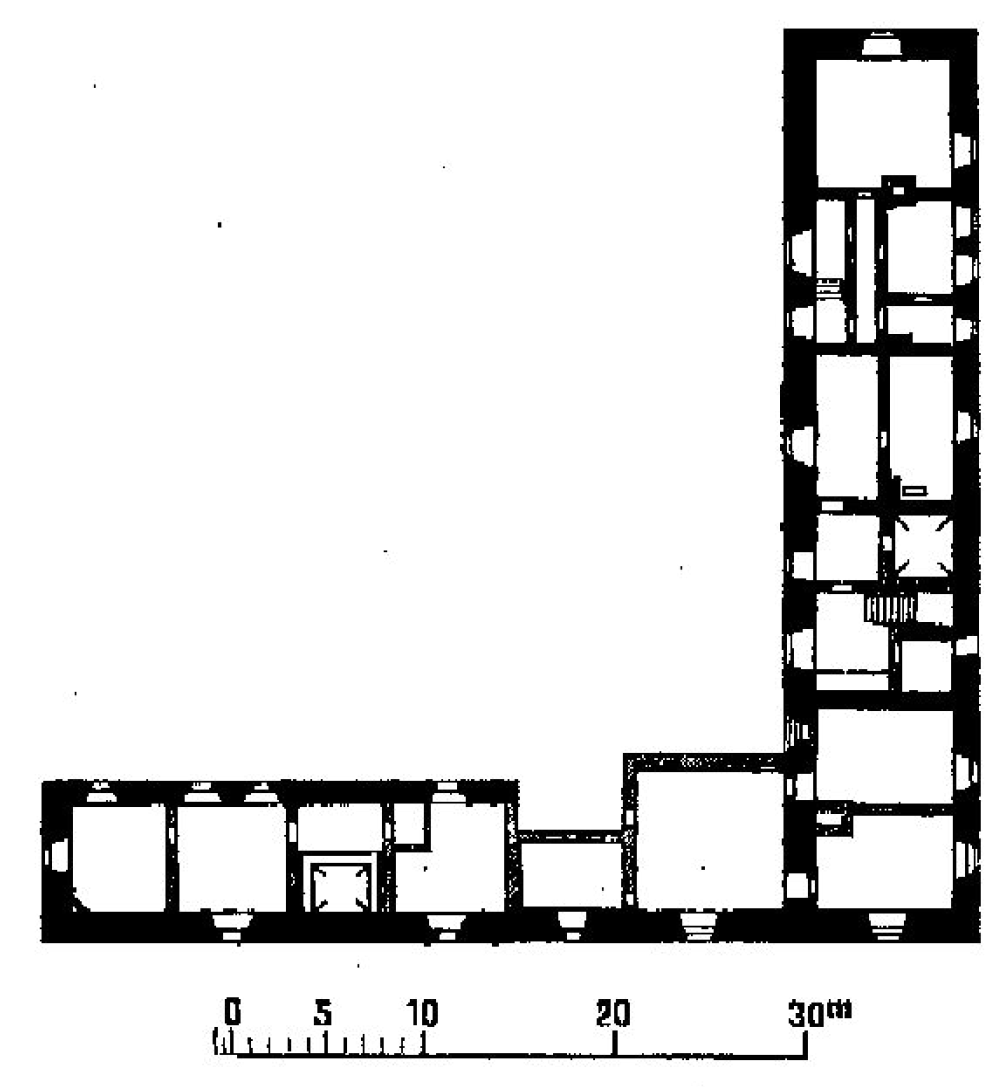
Obergeschoss-Grundriss der Ordensburg Hasenpoth von 1921.

Die Ordensburg Hasenpoth wurde auf einem Hügel auf der linken Uferseite des Flusses Tebber (lettisch Tebre) errichtet. Dieser fällt im Norden, Westen und im Osten – zum Fluss hin – relativ steil ab; auf der Südseite trennt ein künstlicher Graben die Burg vom übrigen Gelände.
Im Grundriss bildet die Burg ein fast quadratisches Viereck von 41 × 38 m und gilt damit als ein für die Region typisches Lagerkastell. Bis Ende des 13. Jahrhunderts war vermutlich nur die Befestigung der Burg fertiggestellt, bestehend aus der etwa 2 m dicken Ringmauer, sowie einem turmartigen Gebäude mit etwa 9 m Seitenlänge, das sich in der südöstlichen Ecke (rechts neben dem Burgtor) befand. Als Baumaterial dienten dabei Bruch- oder Feldsteine unter Beimischung von Backsteinanteilen.
Im 14. Jahrhundert wurde außerhalb des südlichen Teils der Ostmauer ein zweigeschossiger Wohnflügel angebaut, der im 15. Jahrhundert nach Norden verlängert sowie aufgestockt wurde und seitdem etwa 4 m über die nördliche Burgmauer hinausragt.
Das Burgtor liegt in der Südmauer und wurde möglicherweise von dem danebenliegenden, turmartigen Gebäude geschützt. Es gibt auch Theorien, dass sich das Haupttor ursprünglich in der Nord- oder Westmauer befunden habe; die heutige Öffnung in der Westmauer wurde jedoch vermutlich erst später durchgebrochen. Mindestens eine Mauer beim Burgtor wurde um 1600 mit damals sehr aufwändigen Sgraffito-Malereien verziert, von denen heute allerdings nur mehr Fragmente erhalten sind. B. Schmid beschrieb diese 1921 wie folgt:

„Der Schmuck besteht in einem vollständigen System von Quaderungen, in welches Ornamentfriese von Rosetten, Akanthusranken usw. eingefügt sind.“

1698 wurde an der Innenseite der Südmauer ein weiterer Wohnflügel errichtet, in welchem jeweils drei Räume pro Geschoss mit Kaminzügen ausgestattet waren. Möglicherweise waren hier die Bediensteten untergebracht, während die Burgherren im komfortableren Ostflügel residierten. An die Nordmauer waren zuletzt einfache Holzschuppen angebaut.
Im Kellergeschoss der Burg hat sich das Tonnengewölbe teilweise erhalten und wurde zur statischen Sicherung provisorisch mit Porenbetonsteinen verstärkt.
Die kleinen Räume waren hauptsächlich als Unterkunft für die Wache und als Lagerräume gedacht, der große weite Hof diente aber als Lagerplatz für die hier haltenden Fuhren.

## Galerie

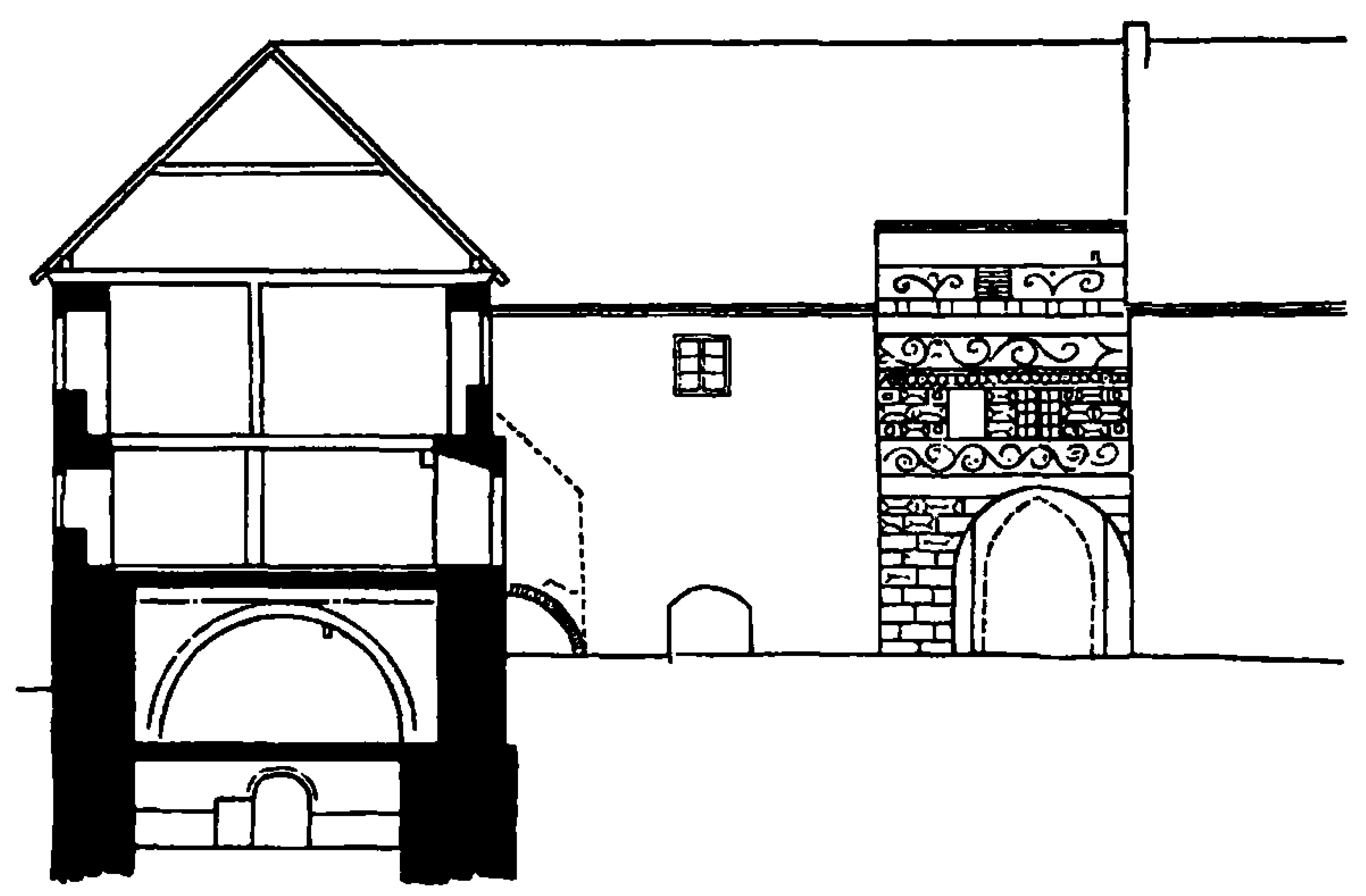
Schnitt durch den Ostflügel (1921). Beim Tor zu erkennen ist eine der Sgraffito-Malereien.
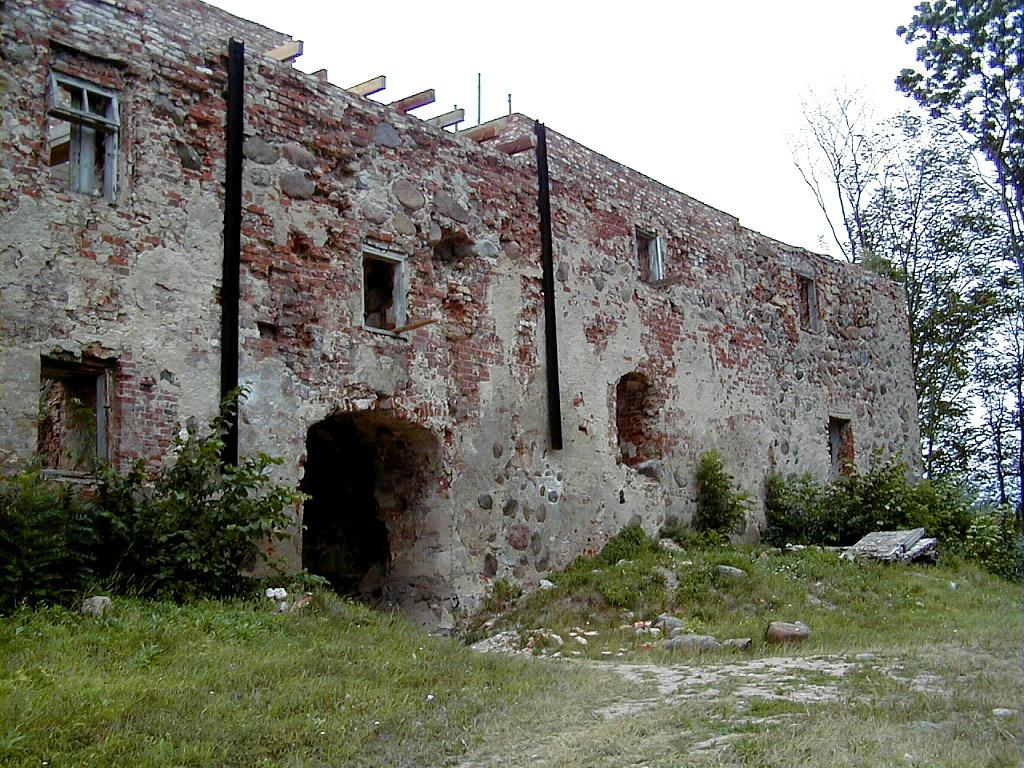
Südseite der Burg mit Wandsicherung aber noch ohne Dach (1999)
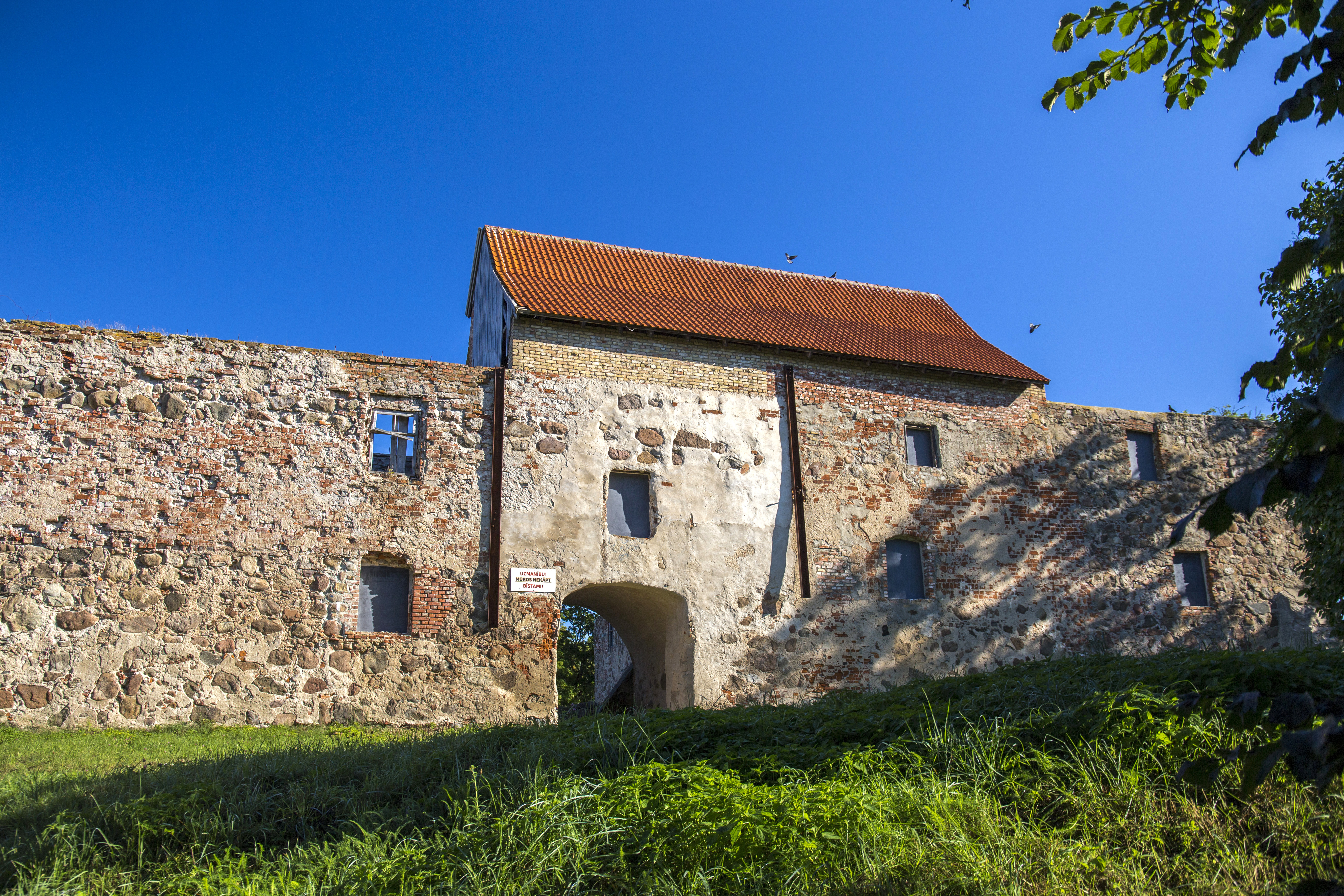
Südseite der Burg mit Dach (2022)
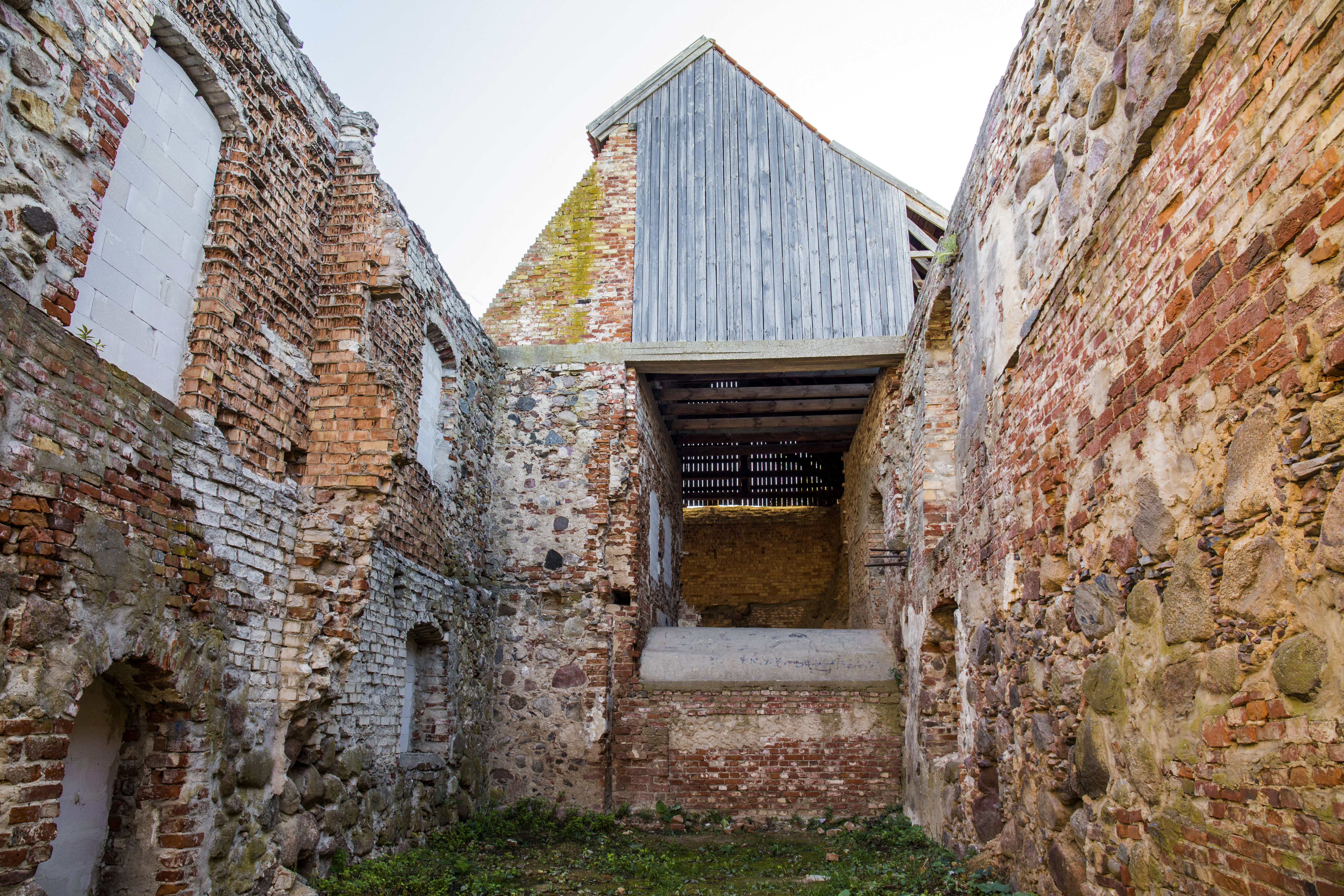
Seitlicher Blick in das überdachte Torhaus (2022)
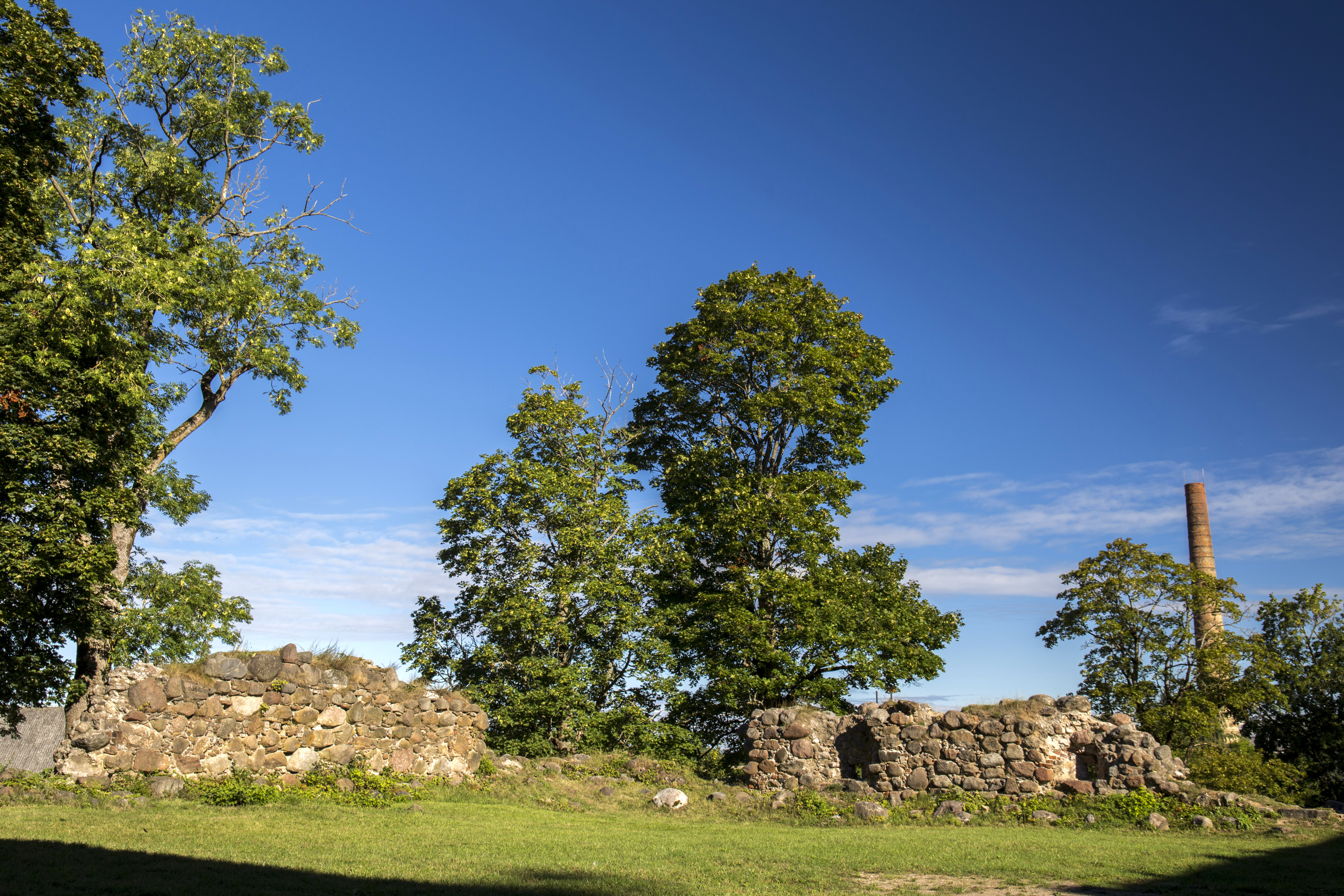
Blick zur Nordwestecke der Burg (2022)
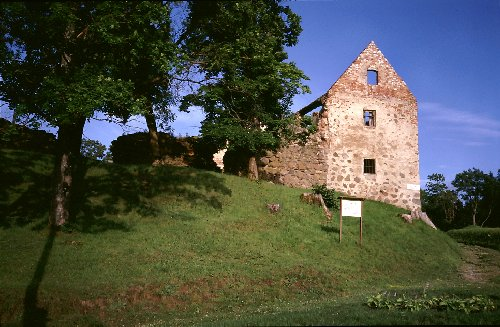
Westseite der Burg noch mit Giebelwand (2001)
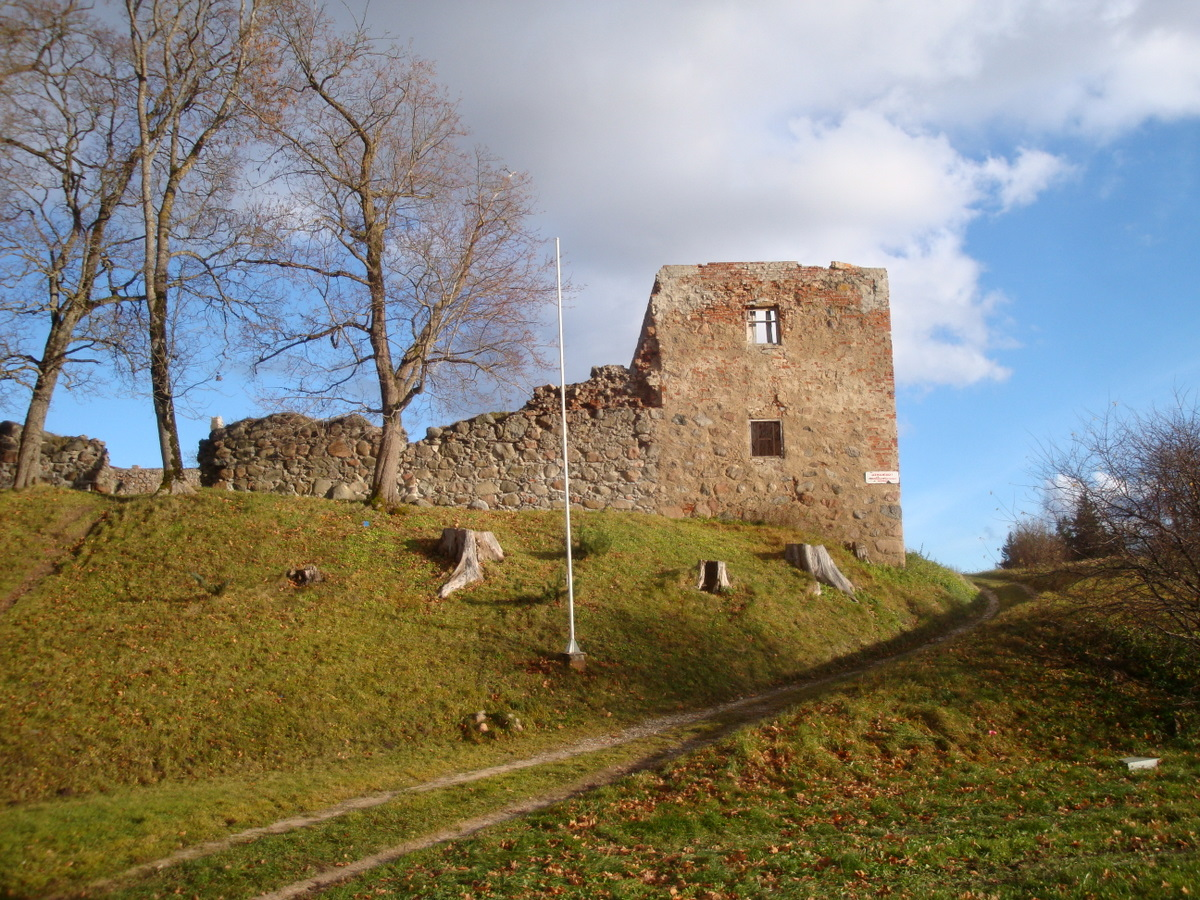
Westseite der Burg ohne eingestürzter Giebelwand (2010)
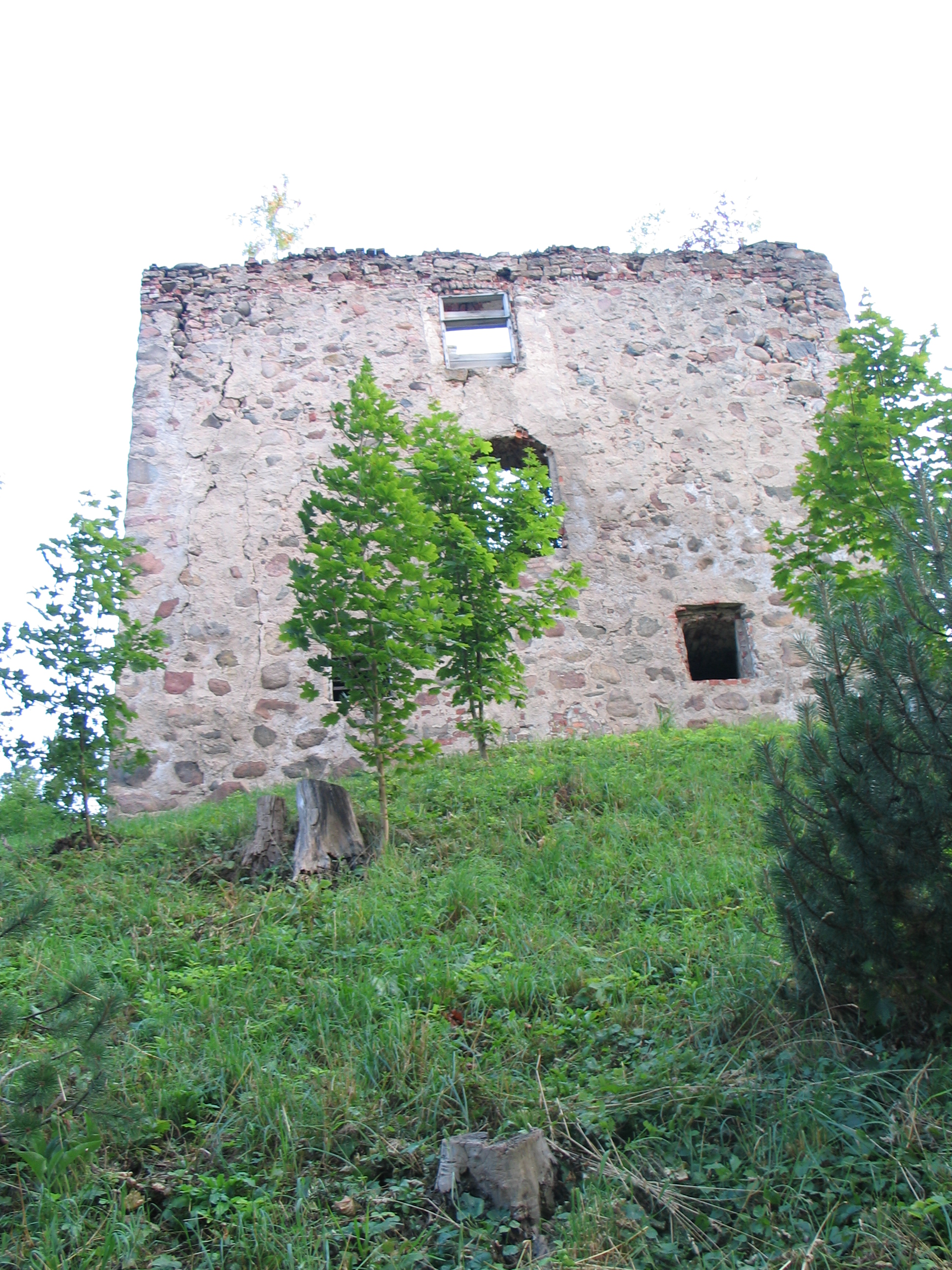
Nordseite des Ostflügels mit Rissen im Mauerwerk (2014)
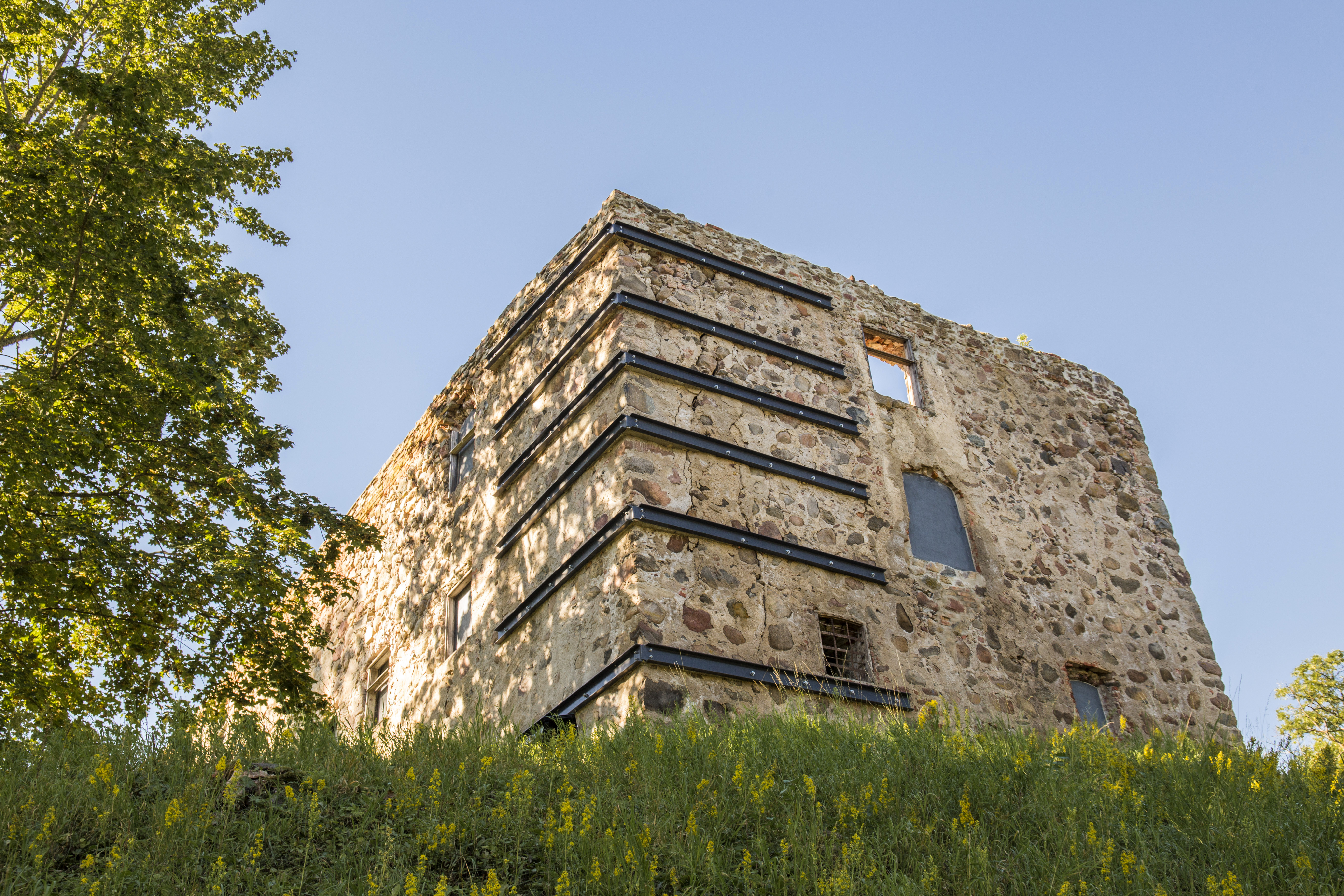
Nordseite des Ostflügels mit Wandverstärkungen und zugemauerten Fenstern (2022)